# جاكا حبيشة
جاكا حبيشة (بالسلوفينية: Jaka Ihbeisheh) (مواليد 29 أغسطس 1986) لاعب كرة قدم فلسطيني. يجيد اللعب في مركز الهجوم مع منتخب فلسطين الوطني ونادي رودار فيلنيه في الدوري السلوفيني.
ولد في ليوبليانا لأب فلسطيني وأم سلوفينية، وقد ترعرع في سلوفينيا.
سجل حبيشة أول هدف لفلسطين على مر التاريخ في كأس آسيا في شباك منتخب الأردن.

## المسيرة الدولية
في عام 2014 شارك حبيشة لأول مرة مع المنتخب الوطني الفلسطيني. ضم إلى تشكيلة المنتخب الفلسطيني لكأس آسيا 2015 وسجل أول هدف للمنتخب الفلسطيني على الإطلاق في كأس آسيا خلال الهزيمة 5-1 أمام الأردن في مرحلة المجموعات.

## الحياة الشخصية
وُلِد إحبيشة في ليوبليانا لأب فلسطيني وأم سلوفينية ونشأ في سلوفينيا وبعد أن انفصلت عائلته عندما كان في الثالثة من عمره لم يتمكن من التواصل مع والده في رام الله إلا بعد 18 عامًا من خلال الفيسبوك.

## إحصائيات المهنة

### دولي
تظهر قائمة الأهداف والنتائج لفلسطين أولاً ويشير عمود النتيجة إلى النتيجة بعد كل هدف أحرزه إحبيشة.
قائمة الأهداف الدولية التي سجلها جاكا حبيشة

| لا. | تاريخ          | مكان                                 | الخصم         | نتيجة | نتيجة | مسابقة                      |
| --- | -------------- | ------------------------------------ | ------------- | ----- | ----- | --------------------------- |
| 1   | 16 يناير 2015  | ملعب ملبورن المستطيل ملبورن أستراليا | الأردن        | 1-5   | 1-5   | كأس آسيا 2015               |
| 2   | 12 نوفمبر 2015 | استاد عمان الدولي عمان الأردن        | ماليزيا       | 6–0   | 6–0   | تصفيات كأس العالم 2018 FIFA |
| 3   | 29 مارس 2016   | ملعب دورا الدولي الخليل فلسطين       | تيمور الشرقية | 1–0   | 7–0   | تصفيات كأس العالم 2018 FIFA |

## روابط خارجية
- جاكا حبيشة على موقع قاعدة بيانات كرة القدم.إي يو (الإنجليزية)
- جاكا حبيشة على موقع ناشيونال فوتبول تيمز (الإنجليزية)
- جاكا حبيشة على موقع Soccerway.com (الإنجليزية)
- جاكا حبيشة على موقع عالم كرة القدم.نت (الإنجليزية)